# Batalha dos Guararapes (filme)
Batalha dos Guararapes é um filme brasileiro de 1978, do gênero drama histórico, dirigido por Paulo Thiago.

## Sinopse
O filme retrata episódio da conquista holandesa do Nordeste brasileiro.

## Elenco
- José Wilker .... João Fernandes Vieira
- Renée de Vielmond ...Ana Paes
- Jardel Filho ...Maurício de Nassau
- Joel Barcelos ...Conselheiro
- Jofre Soares ...Frei Salvador
- Nildo Parente ...General Von Schkoppe
- Cristina Aché ...Dona Maria Cézar
- José Pimentel ... André Vidal de Negreiros
- Marcos Macena ...Henrique Dias
- Fausto Rocha ...Capitão Tourlon
- Tamara Taxman ...Sara Hendricks
- Germano Haiut ...General Artichofsky
- Ednaldo Lucena ...Francisco Berenguer
- Carlos Reis ...George Marc Grave
- Roberto Bonfim
- Jacqueline Laurence
- Luiz Gomes